# Watigny
Cet article possède un paronyme, voir Wassigny.
Ne doit pas être confondu avec Wattignies ou Wattignies-la-Victoire.
Watigny est une commune française située dans le département de l'Aisne, en région Hauts-de-France.

## Géographie

### Situation
Située en Thiérache, traversée par la rivière le Gland, bordée au nord par la Belgique (à 5 km) et à l'est par les Ardennes (à 4 km). Watigny est située à 9 km de son chef-lieu de canton Hirson.
Ce village, point le plus élevé de région Hauts-de-France : 295 m, s'étend sur 2 000 ha dont 1 000 de forêt domaniale (propriété de l'État). Il compte environ 364 habitants (recensement 2007).
- 1Carte dynamique
- 2Carte OpenStreetMap
- 3Carte topographique
- 4Carte avec les communes environnantes

### Communes limitrophes
Watigny est limitrophe de quatre communes : Any-Martin-Rieux, Leuze, Saint-Michel, et La Neuville-aux-Joûtes.

### Hydrographie
La commune est située dans le bassin Seine-Normandie. Elle est drainée par le Gland, le Petit Gland, l'Artoise, le Grand Riaux, le fossé 02 de la commune de Watigny, le fossé 11 de la commune de Watigny, le ruisseau de Bataille, le ruisseau de Blanry, le ruisseau de Fourchamp, le ruisseau des Mal Assises, le ruisseau du Charme Baudet et un autre petit cours d'eau,.
Le Gland, d'une longueur de 37 km, prend sa source dans la commune de Regniowez et se jette  dans l'Oise (rive gauche) à Hirson, après avoir traversé huit communes.
Le Petit Gland, d'une longueur de 29 km, prend sa source dans la commune d'Auvillers-les-Forges et se jette  dans le Gland à Saint-Michel, après avoir traversé neuf communes.
L'Artoise, d'une longueur de 19 km en France, prend sa source dans l'étang de Cendron, commune de Forge-Philippe, entité de Momignies, dans le Sud de la province de Hainaut (Belgique), délimite sur quelques kilomètres la frontière entre la Belgique et la France, passe en France où elle conflue en rive droite dans le Gland, à 193 m d'altitude, à Saint-Michel-en-Thiérache.

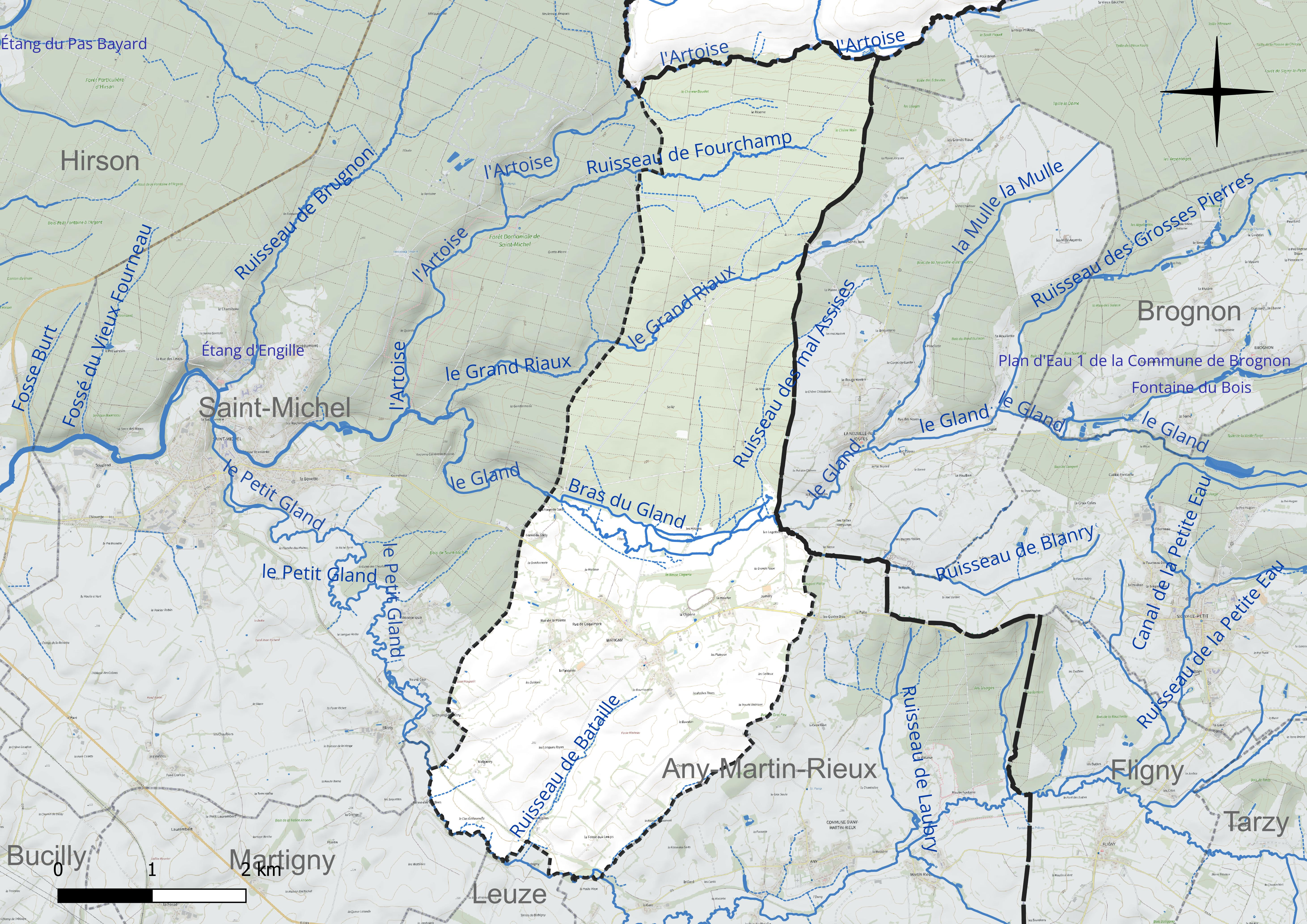
Réseau hydrographique de Watigny.

### Climat
Pour des articles plus généraux, voir Climat des Hauts-de-France et Climat de l'Aisne.
En 2010, le climat de la commune est de type climat de montagne, selon une étude du CNRS s'appuyant sur une série de données couvrant la période 1971-2000. En 2020, Météo-France publie une typologie des climats de la France métropolitaine dans laquelle la commune est exposée à un climat océanique altéré et est dans la région climatique Nord-est du bassin Parisien, caractérisée par un ensoleillement médiocre, une pluviométrie moyenne régulièrement répartie au cours de l'année et un hiver froid (3 °C).
Pour la période 1971-2000, la température annuelle moyenne est de 9,3 °C, avec une amplitude thermique annuelle de 15,3 °C. Le cumul annuel moyen de précipitations est de 966 mm, avec 13,6 jours de précipitations en janvier et 10,5 jours en juillet. Pour la période 1991-2020, la température moyenne annuelle observée sur la station météorologique la plus proche, située sur la commune de Fontaine-lès-Vervins à 22 km à vol d'oiseau, est de 10,5 °C et le cumul annuel moyen de précipitations est de 826,3 mm,. Pour l'avenir, les paramètres climatiques de la commune estimés pour 2050 selon différents scénarios d'émission de gaz à effet de serre sont consultables sur un site dédié publié par Météo-France en novembre 2022.

## Urbanisme

### Typologie
Au 1er janvier 2024, Watigny est catégorisée commune rurale à habitat dispersé, selon la nouvelle grille communale de densité à 7 niveaux définie par l'Insee en 2022.
Elle est située hors unité urbaine. Par ailleurs la commune fait partie de l'aire d'attraction d'Hirson, dont elle est une commune de la couronne,. Cette aire, qui regroupe 26 communes, est catégorisée dans les aires de moins de 50 000 habitants,.

### Occupe ation des sols
L'occupation des sols de la commune, telle qu'elle ressort de la base de données européenne d'occupation biophysique des sols Corine Land Cover (CLC), est marquée par l'importance des territoires agricoles (49,4 % en 2018), une proportion identique à celle de 1990 (49,4 %). La répartition détaillée en 2018 est la suivante :
forêts (48,8 %), prairies (40,8 %), terres arables (8,5 %), zones urbanisées (1,8 %).
L'évolution de l'occupation des sols de la commune et de ses infrastructures peut être observée sur les différentes représentations cartographiques du territoire : la carte de Cassini (XVIIIe siècle), la carte d'état-major (1820-1866) et les cartes ou photos aériennes de l'IGN pour la période actuelle (1950 à aujourd'hui).

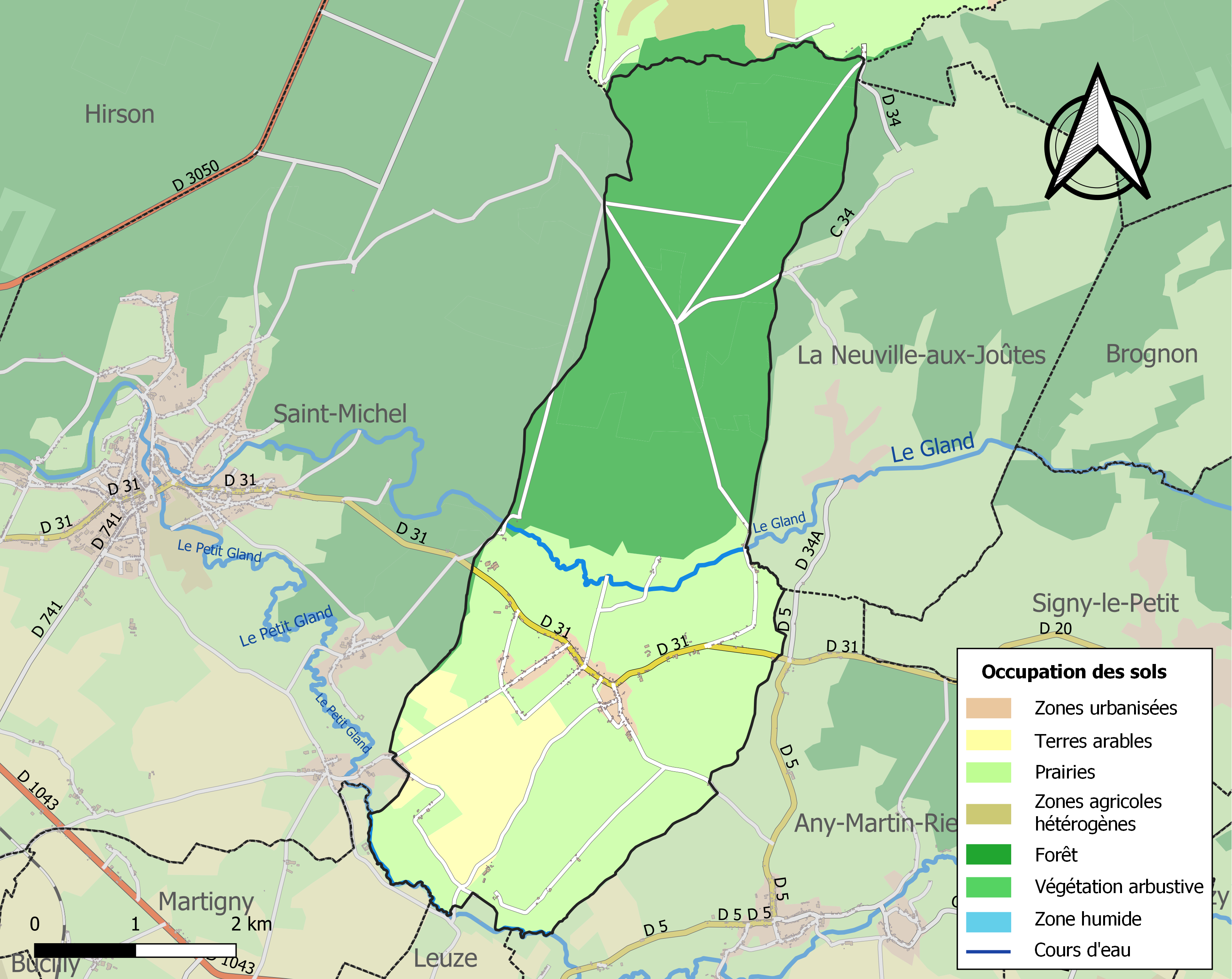
Carte de l'occupation des sols de la commune en 2018 (CLC).

## Toponymie
Le nom de la localité est attesté sous les formes Watigniis (1155) ; Wategnies (1166) ; Wategnis (1166) ; Watenis (1169) ; terra de Watheniis (XIIe siècle) ; Watigneis (XIIe siècle) ; Watengnie (XIIe siècle) ; Watigniez (1366) ; Woirtigny (1616) ; Vuattigny (1709).

## Histoire

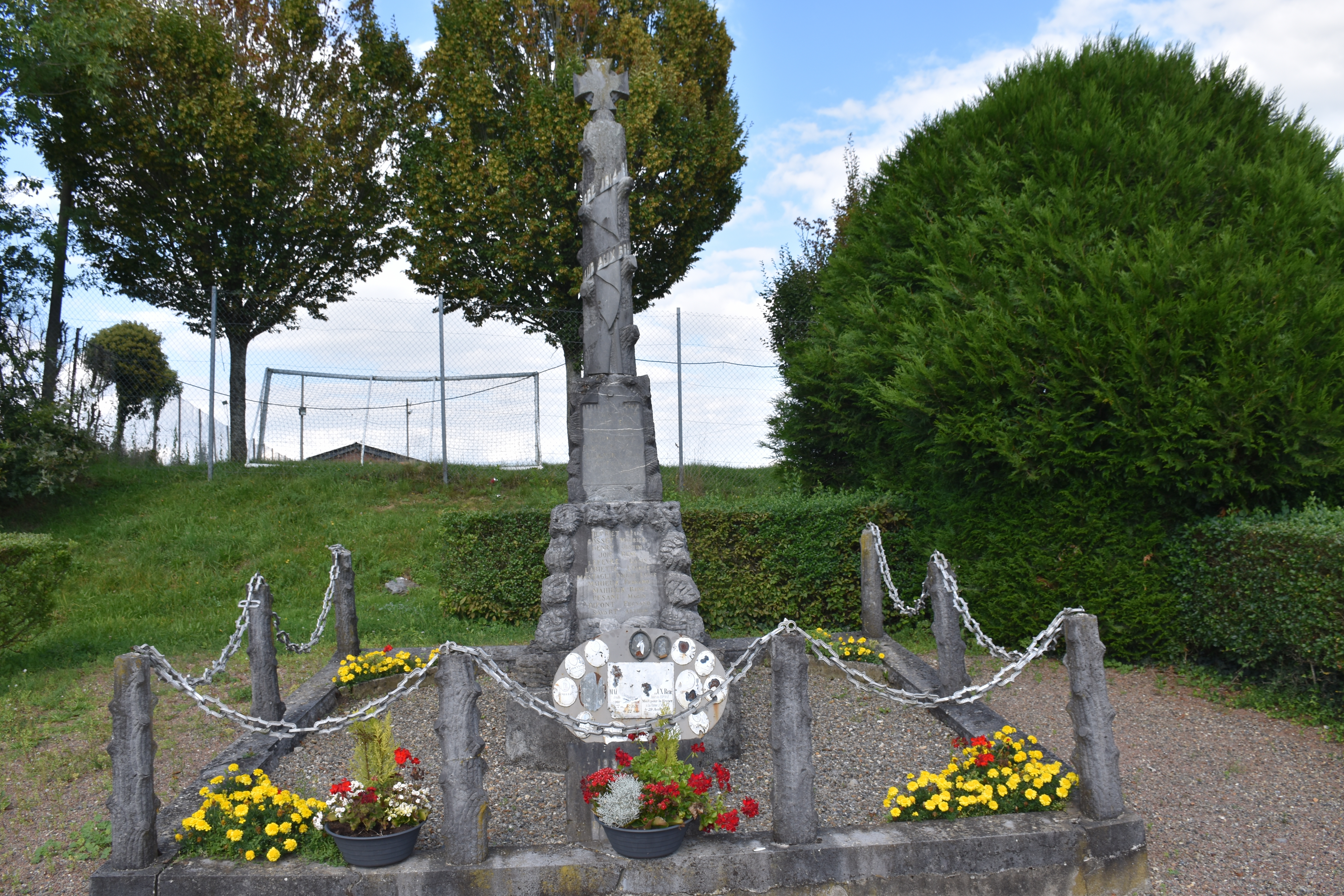
Le monument aux morts.

Watigny eut au XIXe siècle, une vocation industrielle (présence de fer et utilisation des cours d'eau) avec une population qui a atteint jusqu'à 930 habitants. Mais l'industrialisation du XXe siècle eut raison de cette petite industrie. Le village devint agricole : environ 40 fermes se partageaient les 1 000 ha de terres et pâtures. Mais la modernisation du matériel a tué la petite exploitation et il ne reste aujourd'hui que 10 exploitations agricoles.
D'importants travaux d'aménagement de l'axe principal ont donné au village un aspect plaisant. De nombreuses maisons anciennes rénovées et des constructions modernes ont contribué beaucoup à cet embellissement dans ce village où il fait bon vivre. L'air vivifiant des 1 000 ha de forêts donne à Watigny une vitalité attirante.

## Politique et administration

### Découpage territorial
La commune de Watigny est membre de la communauté de communes des Trois Rivières, un établissement public de coopération intercommunale (EPCI) à fiscalité propre créé le 29 décembre 1995 dont le siège est à Buire. Ce dernier est par ailleurs membre d'autres groupements intercommunaux.
Sur le plan administratif, elle est rattachée à l'arrondissement de Vervins, au département de l'Aisne et à la région Hauts-de-France. Sur le plan électoral, elle dépend du  canton d'Hirson pour l'élection des conseillers départementaux, depuis le redécoupage cantonal de 2014 entré en vigueur en 2015, et de la troisième circonscription de l'Aisne  pour les élections législatives, depuis le dernier découpage électoral de 2010.

### Administration municipale
| Période                                  | Période                       | Identité         | Étiquette | Qualité                              |
| ---------------------------------------- | ----------------------------- | ---------------- | --------- | ------------------------------------ |
| Les données manquantes sont à compléter. |                               |                  |           |                                      |
| 1945                                     | 1946                          | Gaston Meurice   |           |                                      |
| 1946                                     | 1953                          | Raymond Loriette |           |                                      |
| 1953                                     | 1959                          | Jules Destame    |           |                                      |
| 1959                                     | 1965                          | Pierre Languille |           |                                      |
| 1965                                     | 1977                          | Jean Savart      |           |                                      |
| 1977                                     | 1995                          | Aimé Tourolle    |           |                                      |
| 1995                                     | 2006                          | Émile Bruyerre   |           |                                      |
| 2007                                     | mars 2008                     | Jean Mathis      |           |                                      |
| mars 2008                                | avril 2014                    | Régis Meurice    |           |                                      |
| avril 2014                               | En cours (au 11 juillet 2020) | Jean Mathis      | DVG       | Cadre Réélu pour le mandat 2020-2026 |

## Démographie
L'évolution du nombre d'habitants est connue à travers les recensements de la population effectués dans la commune depuis 1793. Pour les communes de moins de 10 000 habitants, une enquête de recensement portant sur toute la population est réalisée tous les cinq ans, les populations de référence des années intermédiaires étant quant à elles estimées par interpolation ou extrapolation. Pour la commune, le premier recensement exhaustif entrant dans le cadre du nouveau dispositif a été réalisé en 2007.

En 2022, la commune comptait 359 habitants, en évolution de −4,77 % par rapport à 2016 (Aisne : −1,97 %, France hors Mayotte : +2,11 %).
| 1793 | 1800 | 1806 | 1821 | 1831 | 1836 | 1841 | 1846 | 1851 |
| ---- | ---- | ---- | ---- | ---- | ---- | ---- | ---- | ---- |
| 610  | 709  | 718  | 693  | 821  | 896  | 920  | 917  | 937  |

| 1856 | 1861 | 1866 | 1872 | 1876 | 1881 | 1886 | 1891 | 1896 |
| ---- | ---- | ---- | ---- | ---- | ---- | ---- | ---- | ---- |
| 896  | 779  | 747  | 688  | 684  | 626  | 626  | 575  | 546  |

| 1901 | 1906 | 1911 | 1921 | 1926 | 1931 | 1936 | 1946 | 1954 |
| ---- | ---- | ---- | ---- | ---- | ---- | ---- | ---- | ---- |
| 490  | 464  | 467  | 472  | 481  | 455  | 440  | 387  | 447  |

| 1962 | 1968 | 1975 | 1982 | 1990 | 1999 | 2006 | 2007 | 2012 |
| ---- | ---- | ---- | ---- | ---- | ---- | ---- | ---- | ---- |
| 427  | 449  | 361  | 403  | 418  | 369  | 365  | 364  | 374  |

| 2017 | 2022 | - | - | - | - | - | - | - |
| ---- | ---- | - | - | - | - | - | - | - |
| 379  | 359  | - | - | - | - | - | - | - |

## Lieux et monuments
- Église Saint-Jean de Watigny.
- Château de la Cloperie, ancienne verrerie de l'abbaye de Foigny. Le bâtiment principal et l'annexe datent du XVIIe siècle. Un château antérieur a été détruit en 1636 par Jean de Weert, chef de mercenaires pendant la guerre de Trente Ans.
- Ferme fortifiée sur la place de l'Église.
- Lavoirs : un sur la place de l'Église et un en bas de la rue de Coquimpré.
- Mairie-école, datant de 1938 et toujours en activité.

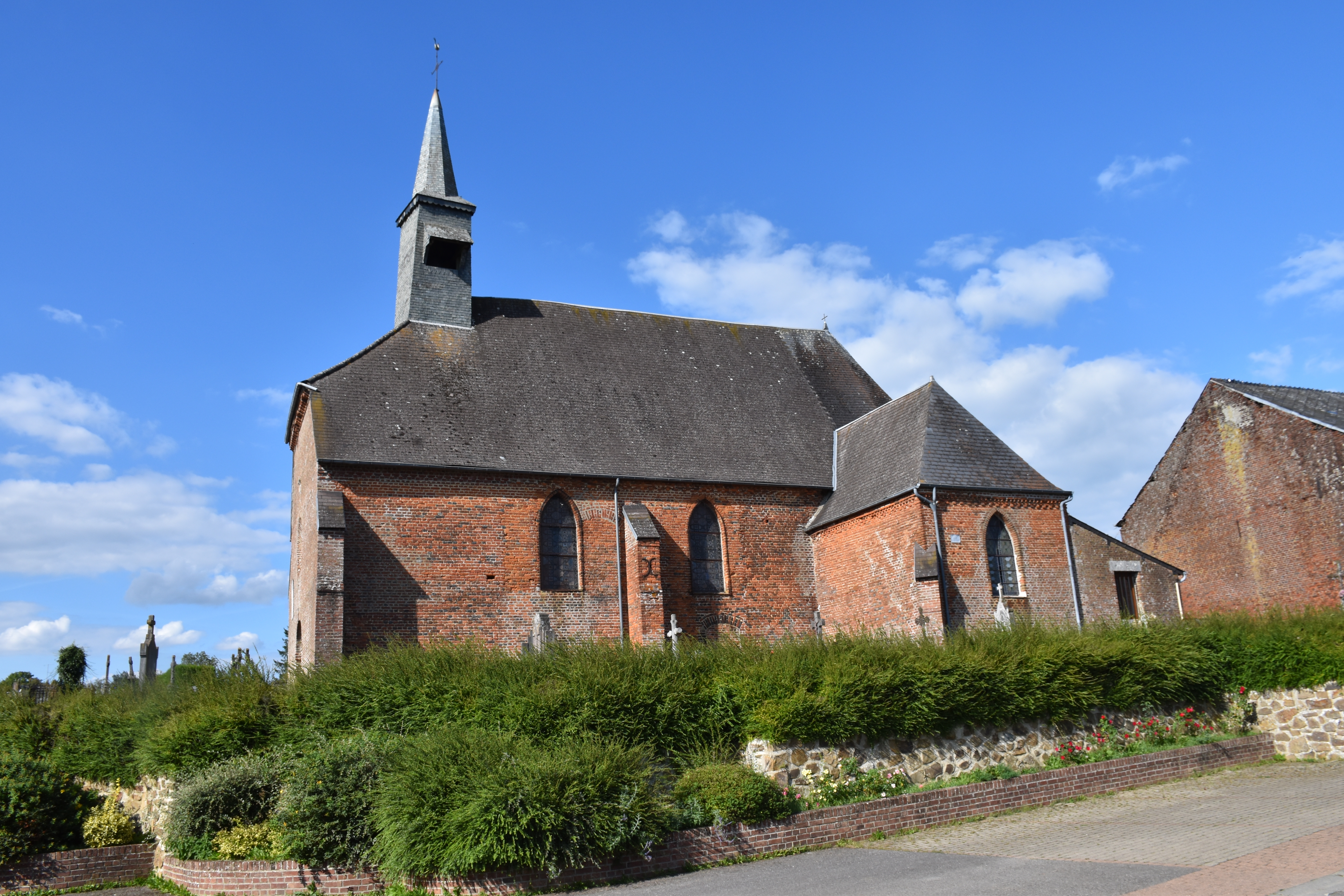
Église Saint-Jean.
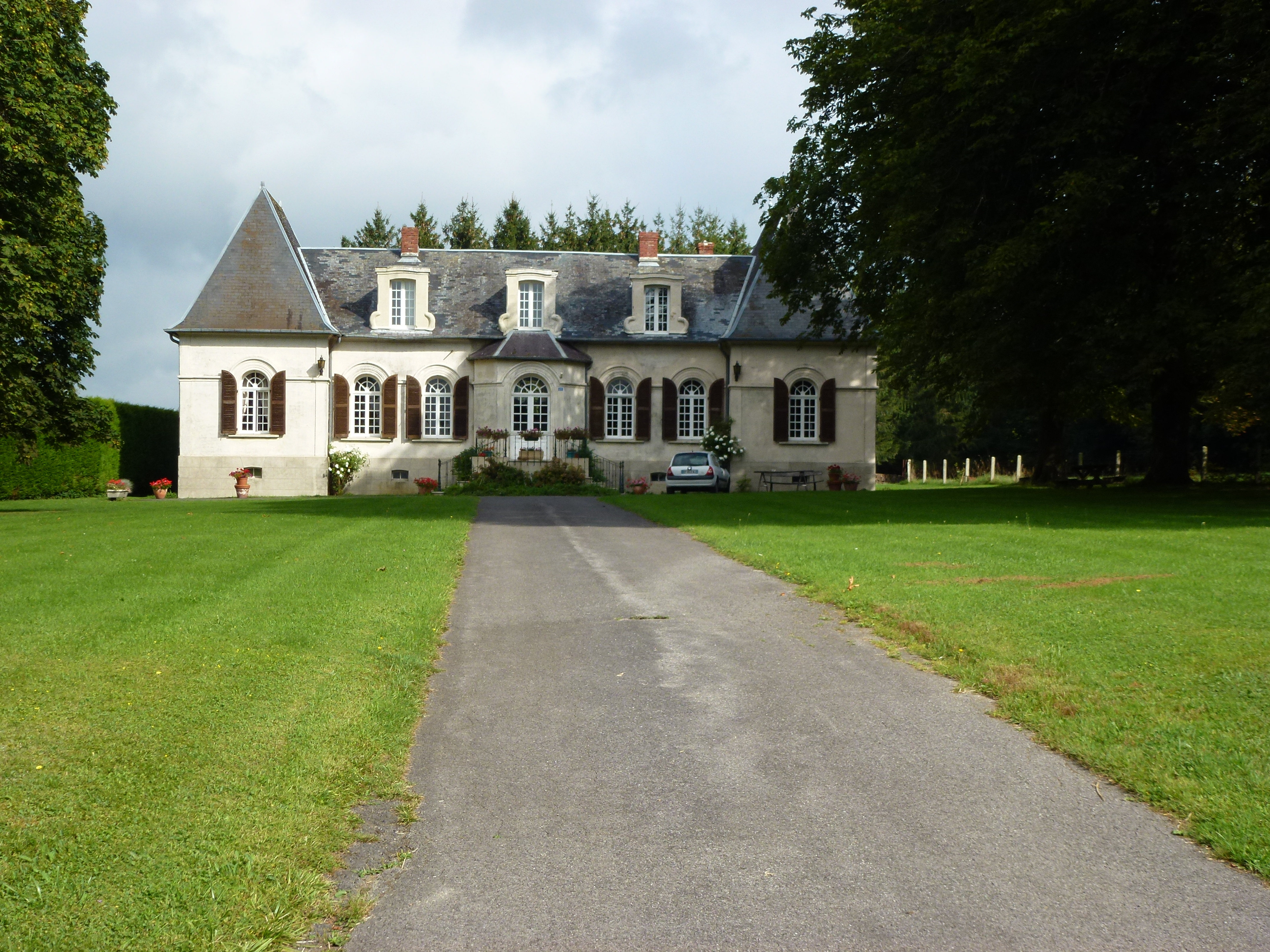
Château de la Cloperie, bâtiment principal.
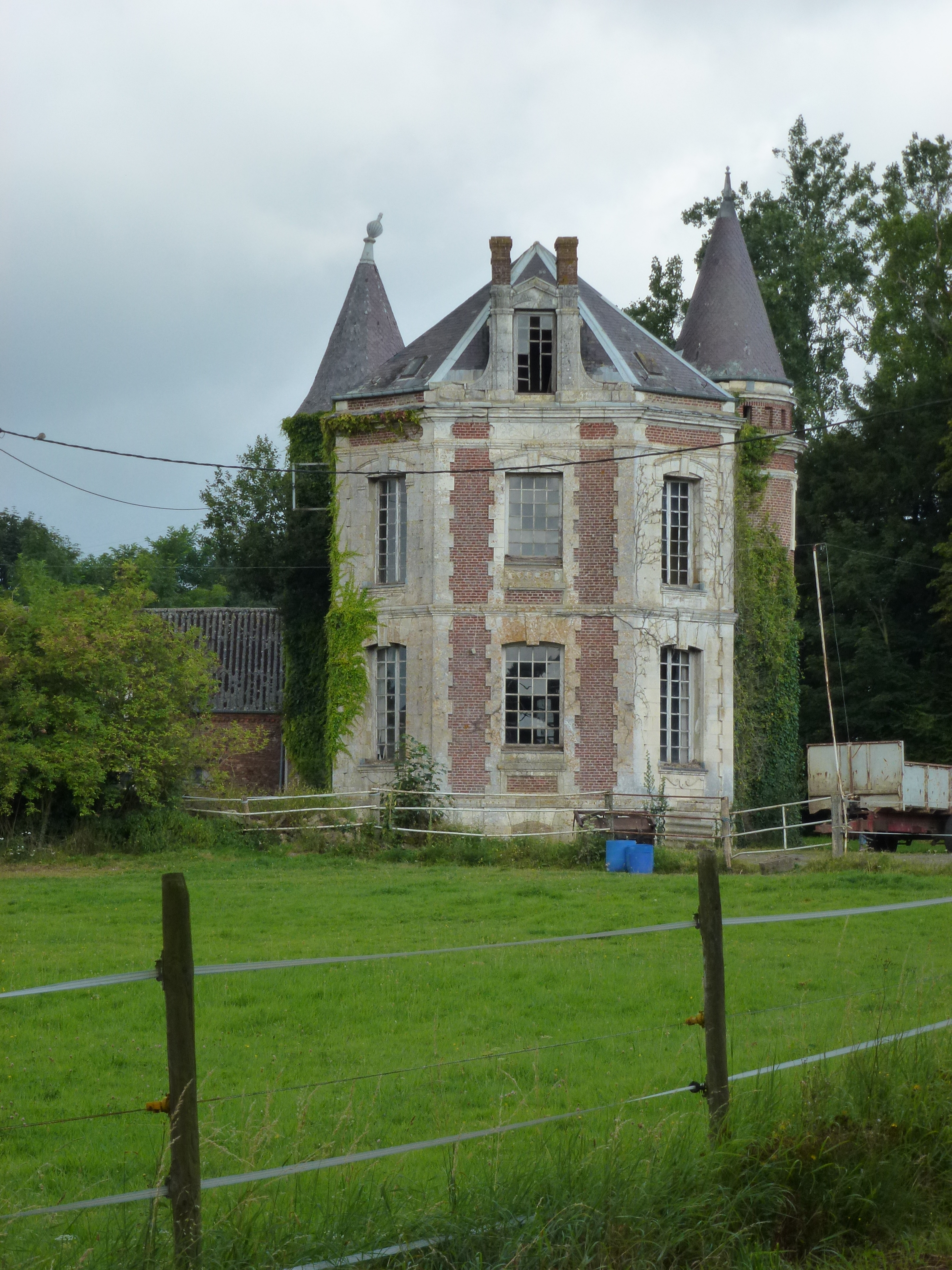
Château de la Cloperie, annexe.
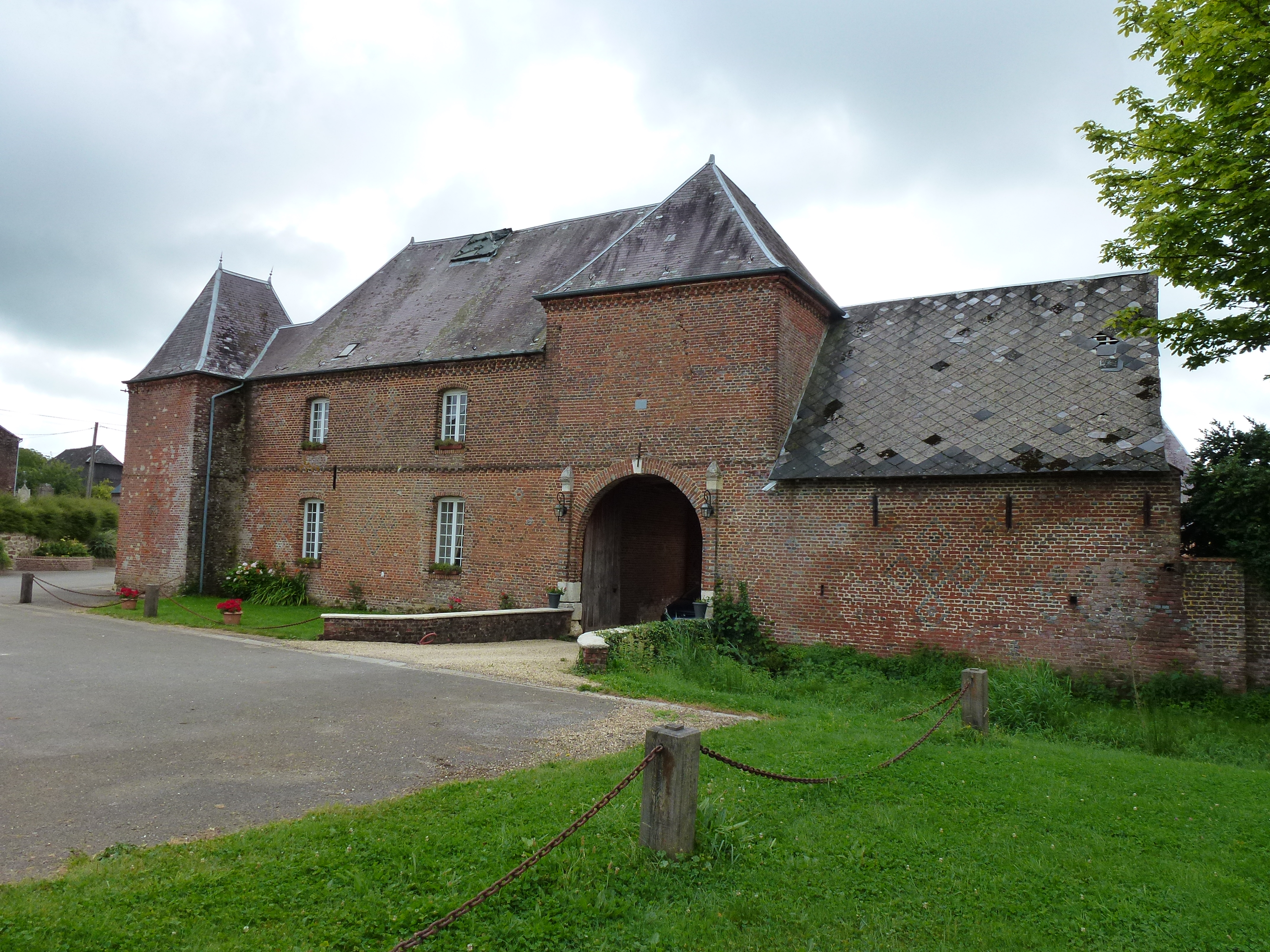
Ferme fortifiée.
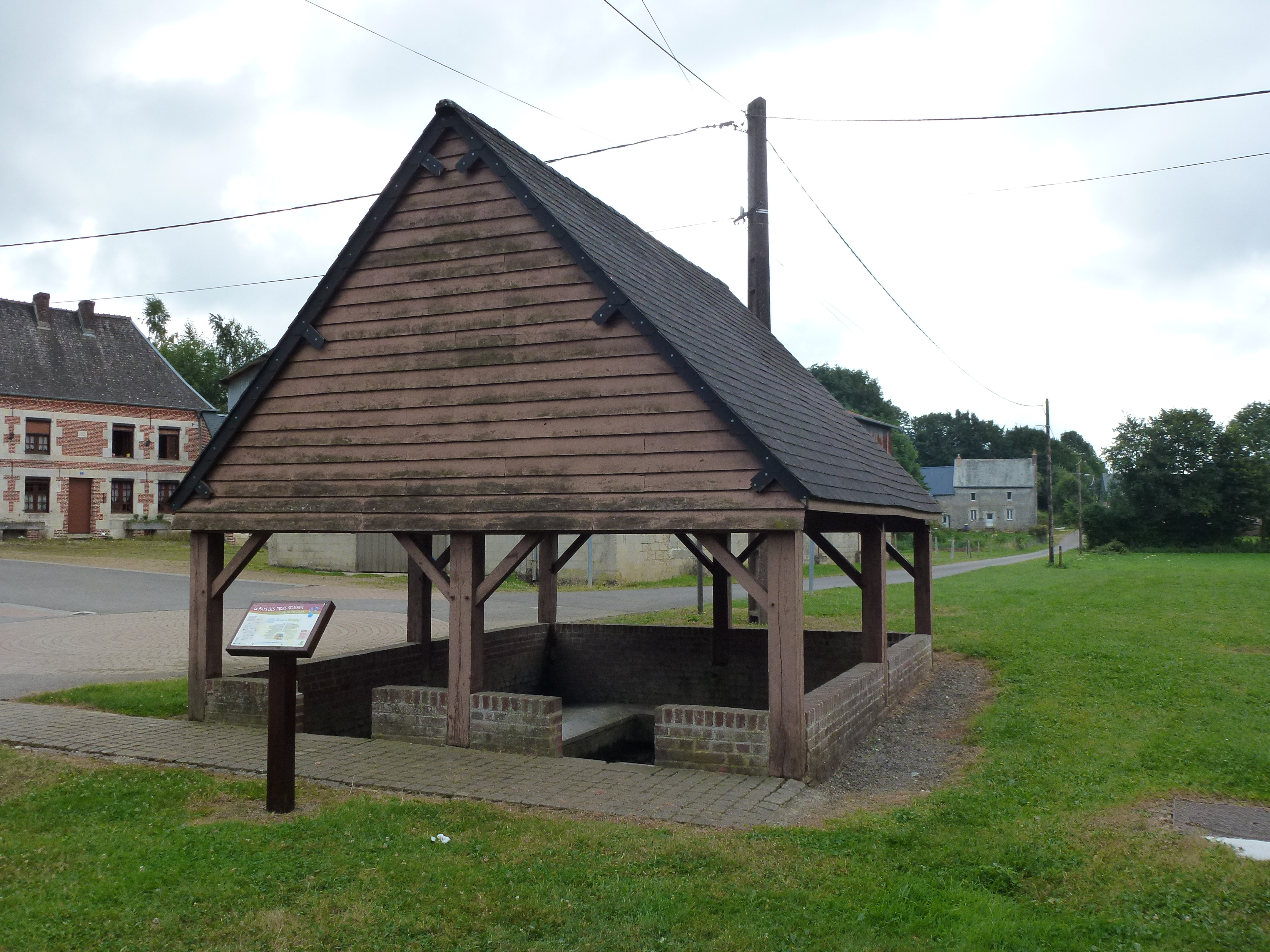
Lavoir proche de l'Église.
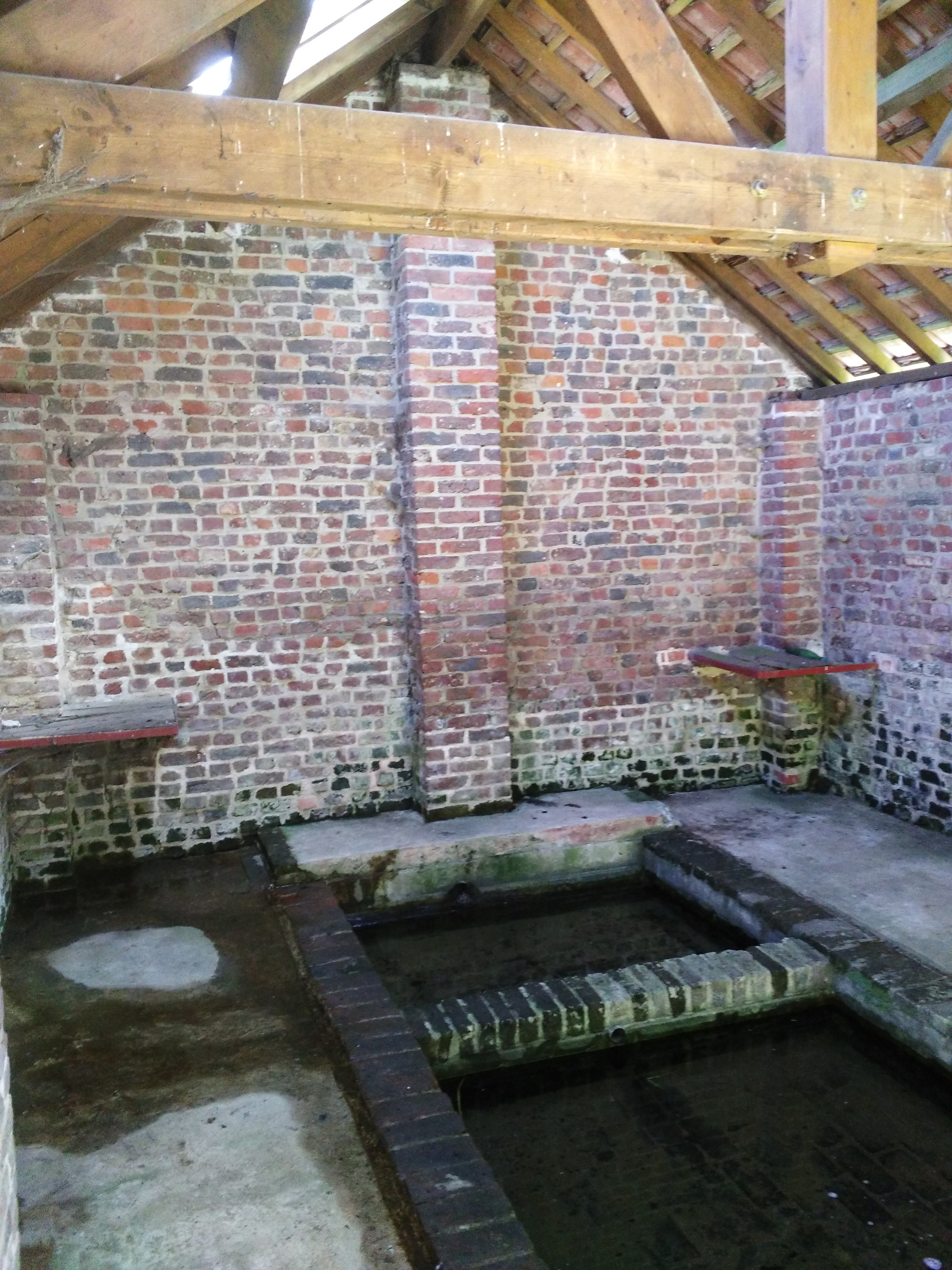
Intérieur du lavoir rue de Coquimpré.